# Мицик Федір Олексійович
Мицик Федір Олексійович (05(18). 09. 1911, с. Вишнопіль, Уманський повіт, Київська губернія, нині Тальнівсько р-ну Черкаської обл. — осінь 1941) — поет, журналіст. Батько Вадима та Мирослава Мициків. Член СПУ (1961, посмертно).

## Життєпис
Учасник 2-ї світової війни, загинув на Київському напрямку. Закінчив Український комуністичний інститут журналістики (Харків, 1938). Дебютував 1928 віршами у харківській газеті «Селянська правда». Працював літпрацівником г. «Соціалістична перебудова» (станиця Кримська, нині м. Кримськ Краснодарського краю, РФ), «Колгоспник Бабанщини» (Київська обл., 1932–33; готував літературну сторінку «Гартований молодняк»), у г. «Комсомолець України» (1938), «Глос радзецкі» (1938–41) та «Безбожник» (1941). Крім газет, вірші друкував у ж. «Молодий більшовик» та «Радянська література».

## Творчий доробок
Залишилася у рукописі збірка поезій «З книги про друзів» (1940). Окремі твори М. вміщені у 5-му т. «Антології української поезії» (К., 1985). Перекладав з рос. та польс. мов.
Основні твори
Моїй землі. К., 1962; Поезії. К., 1974;
Моя починається пісня. Тальне, 1991.
Рекомендована література